# Clara Collinet
Clara Collinet, née le 28 novembre 1828 à Paris, était une compositrice et professeure française.

## Biographie
Elle enseignait aux Batignolles, Christine Nilsson fut une de ses élèves. Elle était membre de l'Union protestante libérale.

## Œuvres
- Au pied du mur, opéra-comique en un acte, exécuté à la salle lyrique de la rue de la Tour d’Auvergne en 1856.
- Le Fauteuil de mon oncle, livret de René de Rovigo, opérette représentée aux Bouffes-Parisiens en 1859.
- Marguerite !, valse pour piano, 1860
- Reste enfant, romance, 1851
- Je vais le voir, mélodie, paroles de Antoine Bélanger, 1858
- J’ai rêvé de toi, mélodie, paroles attribuées à Théophile Gautier, 1867
- Send out Thy light, Sacred Song
- Rosette, villanelle, 1867